# Zuurconstante
De zuurconstante is een kwantitatieve maat voor de sterkte van een zuur in oplossing. De zuurconstante wordt aangeduid met Ka of de Nederlandse variant Kz. Ka is een evenwichtsconstante voor de dissociatie (splitsing) van een zuur-basereactie. De zuurconstante beschrijft een intrinsieke eigenschap van een zuurmolecuul: ieder zuur heeft een unieke Ka-waarde. Dit in tegenstelling tot de pH, die aangeeft wat de H3O+-concentratie van een oplossing is. Algemeen geldt:
{\displaystyle K_{\text{a}}={\dfrac {[\mathrm {Z^{-}} ][\mathrm {H_{3}O^{+}} ]}{[\mathrm {HZ} ]}}}.
De chemische deeltjes HZ, Z– en H3O+ zijn hierbij in evenwicht: hun concentraties (aangegeven tussen de blokhaken) blijven hetzelfde, omdat de heen- en teruggaande reacties even snel plaatsvinden. De algemene reactievergelijking van een zuurdissociatie kan als volgt worden weergegeven:
{\displaystyle {\ce {HZ + H_2O <=> Z^- + H_3O^+}}}.
Uit de zuurconstante kan informatie worden afgeleid over de sterkte en daarmee reactiviteit van het zuur. Als de waarde van {\displaystyle K_{\text{a}}} groot is, betekent dit dat het zuur grotendeels gedissocieerd is, dus het zuur is sterk. Bij een kleine {\displaystyle K_{\text{a}}} is het zuur weinig gedissocieerd, dus dan is het zuur zwak.  In de praktijk is het handig om gebruik te maken van de logaritmische constante pKa: 
{\displaystyle \mathrm {p} K_{\text{a}}=-\log(K_{\text{a}})}.
Hoe groter de waarde voor pKa, hoe minder het zuur dissocieert (bij een bepaalde pH), dus hoe zwakker het zuur. De pKa-waarde geeft bovendien aan bij welke pH de helft van de zuurmoleculen zijn H+-ion heeft afgestaan: Wanneer de pKa van een zuur bekend is, en de pH gemeten is, kan berekend worden welk deel van de zuurmoleculen zijn H+ heeft afgestaan. De pKa en de pH zijn twee verschillende waarden die niet door elkaar moeten worden gehaald. Bovenstaande formules kunnen herschreven worden tot de  Henderson-Hasselbalch-vergelijking (bufferformule):
{\displaystyle \mathrm {pH} =\mathrm {p} K_{\text{a}}+\log {\frac {[\mathrm {Z^{-}} ]}{[\mathrm {HZ} ]}}}.
Deze vergelijking biedt ons de mogelijkheid om op praktische wijze de pH van een oplossing van een bekend zuur en zijn geconjugeerde base te voorspellen.

## Theoretische achtergrond
De zuurconstante is een variabele waarde die voortkomt uit de onderliggende thermodynamica van een dissociatiereactie (splitsingreactie); de pKa-waarde is recht evenredig met de verandering standaard vrije energie van de reactie. De waarde van de pKa verandert met de temperatuur, wat kan worden verklaard op basis van het principe van Le Châtelier: wanneer de reactie endotherm is, neemt Ka toe en neemt pKa af indien de temperatuur hoger wordt; het tegenovergestelde geldt voor een exotherme reactie.
De waarde van pKa hangt op vele manieren af van de moleculaire structuur van het zuur. Pauling stelde daarover twee regels voor: een voor opeenvolgende pKa van polyprotische zuren, en één om de pKa van oxyzuren te voorspellen op basis van het aantal =O en −OH-groepen. Andere factoren die de waarde van een zuurconstante beïnvloeden hebben betrekking tot inductieve stabilisatie, mesomerie en de mate van waterstofbrug-vorming.
De pH van een oplossing kan worden voorspeld wanneer de analytische concentratie en pKa-waarden van alle aanwezige zuren en basen bekend zijn; omgekeerd is het mogelijk om de evenwichtsconcentratie van de zuren en basen in oplossing te berekenen wanneer de pH bekend is. Dergelijke berekeningen vinden hun toepassing in veel verschillende gebieden van scheikunde, biologie, geneeskunde en aardwetenschappen.

## Evenwichtsconstante
Een zuurconstante is een specifiek voorbeeld van een evenwichtsconstante. De dissociatie van een monoprotisch zuur (een zuur dat één H+-ion kan afstaan), HZ, kan in een waterige oplossing geschreven worden als: HZ(aq) + H2O(l) ⇌ H3O+(aq) + Z−(aq). De thermodynamische evenwichtsconstante van deze reactie, {\displaystyle K^{\ominus }}, wordt gedefinieerd door middel van de volgende vergelijking:
{\displaystyle K^{\ominus }={\frac {\{{\ce {A^-}}\}\{{\ce {H+}}\}}{{\ce {\{HA\}}}}}}.

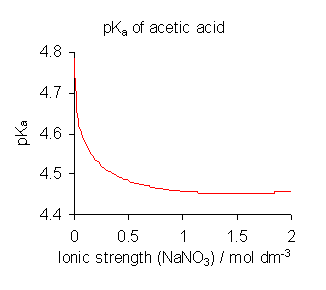
Variatie van pK_{a} (azijnzuur) bij verschillende ionsterktes.

Hierin vertegenwoordigt {X} de activiteit van het chemische deeltje X in evenwicht. De constante {\displaystyle K^{\ominus }} is dimensieloos omdat activiteit een dimensieloze variabele is. De activiteiten van de dissociatieproducten staan hier in de teller, de activiteiten van de reactanten in de noemer. Aangezien activiteit het product is van de concentratie en activiteitscoëfficiënt ({\displaystyle \gamma }), kan de definitie ook worden weergegeven als:
{\displaystyle K^{\ominus }={{\frac {[{\ce {A^-}}][{\ce {H+}}]}{{\ce {[HA]}}}}\times \Gamma },\quad \Gamma ={\frac {\gamma _{{\ce {A^-}}}\ \gamma _{{\ce {H+}}}}{\gamma _{{\ce {HA}}}\ }}}.
Hierin is [HA] de concentratie van HA en is {\displaystyle \Gamma } het quotiënt van de activiteitscoëfficiënten.
Om de complicaties van activiteiten te voorkomen, worden zuurconstanten waar mogelijk gedetermineerd. Dit gebeurt in een medium met een hoge ionsterkte, dat wil zeggen onder omstandigheden waarbij {\displaystyle \Gamma } vrijwel altijd constant is. Een voorbeeld van een dergelijk medium is een oplossing van 0,1 M natriumnitraat of 3,0 M kaliumperchloraat. Hiervan uitgaande kan het volgende worden afgeleid:
{\displaystyle K_{\mathrm {a} }={\frac {K^{\ominus }}{\Gamma }}=\mathrm {\frac {[A^{-}][H^{+}]}{[HA]}} }
{\displaystyle pK_{{\ce {a}}}=-\log _{10}{\frac {[{\ce {A^-}}][{\ce {H^+}}]}{[{\ce {HA}}]}}=\log _{10}{\frac {{\ce {[HA]}}}{[{\ce {A^-}}][{\ce {H+}}]}}}.
Merk hierbij op dat alle dissociatieconstanten verwijzen naar het specifieke ionaire medium dat gebruikt is bij hun determinatie. Er kunnen verschillende waarden worden verkregen onder verschillende omstandigheden. Wanneer gepubliceerde zuurconstanten refereren aan een andere ionsterkte dan die vereist is voor een bepaalde toepassing, kunnen deze worden bijgesteld door middel van specific ion theory (SIT).